# Magnettonverfahren
Unter Magnettonverfahren sind magnetische Aufzeichnungs- und Wiedergabeverfahren für Kinofilme zu verstehen.

## Geschichte
Mit Magnettonverfahren wurde seit den 1930er Jahren versucht, den Lichtton abzulösen, die Versuche waren jedoch erst um 1947–48 dauerhaft erfolgreich. Damals wurde eine Kombination verwendet, der Ton wird auf Magnetband aufgezeichnet, davon wird ein Lichttonnegativ angefertigt und von diesem das Positiv für die Vorführung kopiert.
Professionelle Verfahren mit SEPMAG (separated magnetic = getrennt magnetisch) funktionieren mit Magnetfilm, also einem perforierten Tonband, das parallel und synchron zum Bildfilm abgespielt wird. CINERAMA (ab 1952) war das erste SEPMAG-System im Kino. Dem Amateurfilmer stehen SEPMAG-Systeme für Magnettonband zur Verfügung.
Das Magnettonverfahren COMMAG (combined magnetic = kombiniert magnetisch) war von den 1950er Jahren bis in die 1980er verbreitet; dabei wird das Magnettonband direkt an den Film angeklebt, und in einem Projektor mit Tonabnehmersystem abgespielt.  Der Vorteil dabei ist, dass man nur noch ein statt zwei Geräte braucht, und die Synchronisierung von Bild und Ton kein Problem mehr ist.  CinemaScope war ursprünglich COMMAG, ebenso Todd-AO 70 mm.

## Verfahren

### 9,5 mm
Dieses 1921 eingeführte, seit Mitte der 1950er Jahre in seiner Verbreitung aber stark zurückgegangene Amateurfilmformat erlaubt die Verwendung von Magnetton mit einer oder zwei Tonspuren von 0,7 mm Breite.

### 16 mm
Als Alternative zum COMOPT (kombinierter optischer Ton, also Lichtton-Verfahren) werden Projektionskopien manchmal mit Magnetrandspur (2,4 mm Breite) hergestellt. Dies ist bei nur kleiner Kopienzahl wirtschaftlicher als der Lichtton. Aus diesem Grund sind viele 16-mm-Filmprojektoren mit einer alternativen Magnettonwiedergabe ausgestattet. Obwohl die Tonqualität beim Magnetton etwas besser ist, war das jedoch fast nie der Grund für eine Entscheidung pro Magnetton. Eine Ausnahme dürften die Scopitone-Musikfilme darstellen, die in speziellen Musikboxen liefen. Ein geringer Teil der 16-mm-Projektoren ist mit Magnetton-Aufnahme ausgestattet, um eine einfache Vertonungsmöglichkeit für Amateurfilme in diesem Format zu bieten.

### Normal 8
Seit den 50er Jahren gibt es Normal-8-Projektoren für Magnetton. Diese waren aber ziemlich teuer und fanden, auch wegen der bescheidenen Tonqualität, nur geringe Verbreitung. Trotzdem gab es in geringem Umfang auch Heimkinofilme mit Magnetton in Normal-8 zu kaufen.

### Super-8
Das 1965 eingeführte Super-8-Format wurde mit einer 0,8 mm breiten Haupt-Tonspur konzipiert, die entweder für Lichtton oder Magnetton (COMMAG) genutzt werden konnte.  In der Praxis war bei Heimkino-Tonfilmen die magnetische Tonspur das vorherrschende Verfahren.  Für eigene Aufnahmen gab es Filmkassetten mit oder ohne Magnettonspur, wobei in der Praxis, nicht zuletzt aus Kostengründen, die „stummen“ Filmkassetten am verbreitetsten waren.
Die ursprünglich nur aus mechanischen Gründen vorgesehene 0,45 mm breite Ausgleichspur kann mit besseren Projektoren für die Duoplay-Vertonung oder das Stereo-Tonverfahren verwendet werden.

### Magoptical
Hierbei handelt es sich um eine spezielle Technik, die nur selten Anwendung fand. Sie erlaubt die Herstellung zweisprachiger 16-mm-Filmkopien, bei denen die Sprache bei der Projektion einfach durch die Umschaltung zwischen Magnet- und Lichtton gewählt werden kann. Bei der Herstellung wird eine Lichttonkopie nachträglich mit einer 1,2 mm breiten Magnettonspur versehen, die genau die Hälfte der Lichttonspur verdeckt. In der Mitte des Films muss diese Spur auf die andere Hälfte wechseln. Das verhindert bei häufiger Wiedergabe das Einschleifen einer Stufe in den Magnettonkopf. Diese Magnettonspur wird dann mit der zweiten Sprachversion bespielt. Nachteil ist eine geringere Dynamik und, durch die notwendige höhere Verstärkung, ein erhöhtes Rauschen.

## Magnettonfilme in Filmarchiven
Ältere Magnettonfilme weisen zunehmend unerwünschte Alterserscheinungen auf. So sind sie oft mehr oder weniger stark gewellt, da offenbar die aufgeklebte Tonspur ein anderes Schrumpfungsverhalten aufweist, als der Film selber. Besonders auffällig ist das, wenn die Ausgleichspur aus Kostengründen eingespart wurde. Auch kann eine alte Magnettonspur in sich gewölbt sein, wodurch sie nicht mehr plan am Magnettonkopf aufliegt. In diesem Fall ist die Wiedergabequalität stark reduziert. Als langfristig archivfähige Projektionskopien können daher nur Lichtton-Kopien gelten.